# Saison 2011-2012 de la MHL
Saison précédente Saison suivante
La saison 2011-2012 est la troisième saison de la Molodiojnaïa Hokkeïnaïa Liga (désignée par le sigle MHL), le championnat des équipes juniors de la KHL. Il est pour la première fois composé de deux divisions.

## Équipes

### Division A

#### Conférence Ouest
Division Nord-Ouest
| Nom                      | Équipe professionnelle | Localisation      | Patinoire                        | Entrée dans la ligue |
| ------------------------ | ---------------------- | ----------------- | -------------------------------- | -------------------- |
| Almaz                    | Severstal Tcherepovets | Tcherepovets      | Palais de glace Tcherepovets     | 2009                 |
| Dinamo-Chinnik Babrouisk | HK Chinnik Babrouïsk   | Babrouïsk         | Babrouïsk-Arena                  | 2010                 |
| Tatranskí vlci           | HC Lev Poprad          | Spišská Nová Ves  | Palais de glace Spišská Nová Ves | 2011                 |
| HK Riga                  | Dinamo Riga            | Riga              | Riga Arena                       | 2010                 |
| Serebrianye Lvi          | -                      | Saint-Pétersbourg | Palais de glace Spartak          | 2010                 |
| SKA-1946                 | SKA Saint-Pétersbourg  | Saint-Pétersbourg | Palais des sports Ioubileïny     | 2009                 |
| Iounost                  | HK Iounost Minsk       | Minsk             | Palais de glace Minsk            | 2010                 |
| MHK Khimik               | Khimik Voskressensk    | Voskressensk      | Palais de glace Podmoskovie      | 2009                 |

Division Centre
| Nom                     | Équipe professionnelle | Localisation | Patinoire                                  | Entrée dans la ligue |
| ----------------------- | ---------------------- | ------------ | ------------------------------------------ | -------------------- |
| Mytichtchinskye Atlanty | Atlant Mytichtchi      | Mytichtchi   | Mytichtchi Arena                           | 2009                 |
| Amourskie Tigry         | Amour Khabarovsk       | Khabarovsk   | Platinum Arena                             | 2010                 |
| Kapitan Stoupino        | Kapitan Stoupino       | Stoupino     | Palais des sports de glace Vsevolod Bobrov | 2011                 |
| Snejnye Barsy           | Barys Astana           | Astana       | Palais des Sports Astana                   | 2011                 |
| Krasnaïa Armia          | HK CSKA Moscou         | Moscou       | Palais des sports CSKA                     | 2009                 |
| HK MVD                  | OHK Dinamo             | Balachikha   | Balachikha Arena                           | 2010                 |
| Rousskie Vitiazi        | Vitiaz Tchekhov        | Tchekhov     | Centre de hockey sur glace Vitiaz          | 2009                 |
| MHK Spartak             | HK Spartak Moscou      | Moscou       | Palais des sports Sokolniki                | 2009                 |

#### Conférence Est
Division Volga
| Nom         | Équipe professionnelle   | Localisation     | Patinoire                   | Entrée dans la ligue |
| ----------- | ------------------------ | ---------------- | --------------------------- | -------------------- |
| Belye Tigry | HK Gazprom-OSU           | Orenbourg        | Palais des glaces Zvezdny   | 2010                 |
| Olimpia     | Olimpia Kirovo-Tchepetsk | Kirovo-Tchepetsk | Olimp Arena                 | 2010                 |
| Bars        | Ak Bars Kazan            | Kazan            | TatNeft Arena               | 2009                 |
| Loko        | Lokomotiv Iaroslavl      | Iaroslavl        | Palais des sports Torpedo   | 2009                 |
| Ladia       | Lada Togliatti           | Togliatti        | Palais des sports Volgar    | 2009                 |
| Tchaïka     | Torpedo Nijni Novgorod   | Nijni Novgorod   | Palais des sports Nagorny   | 2009                 |
| Reaktor     | Neftekhimik Nijnekamsk   | Nijnekamsk       | Palais de glace Neftekhimik | 2009                 |
| Tolpar      | Salavat Ioulaïev Oufa    | Oufa             | Oufa Arena                  | 2009                 |

Division Oural-Sibérie
| Nom                 | Équipe professionnelle      | Localisation    | Patinoire                                  | Entrée dans la ligue |
| ------------------- | --------------------------- | --------------- | ------------------------------------------ | -------------------- |
| Omskie Iastreby     | Avangard Omsk               | Omsk            | Omsk Arena                                 | 2009                 |
| Avto                | Avtomobilist Iekaterinbourg | Iekaterinbourg  | KRK Ouralets                               | 2009                 |
| Mamonty Iougry      | Iougra Khanty-Mansiïsk      | Khanty-Mansiïsk | Arena Iougra                               | 2011                 |
| Kouznetskie Medvedi | Metallourg Novokouznetsk    | Novokouznetsk   | Palais des sports Kouznetskik Metallourgov | 2009                 |
| Sibirskie Snaïpery  | Sibir Novossibirsk          | Novossibirsk    | Palais des sports de glace Sibir           | 2009                 |
| Belye Medvedi       | Traktor Tcheliabinsk        | Tcheliabinsk    | Traktor Arena                              | 2009                 |
| Gazovik             | Gazovik Tioumen             | Tioumen         | Palais des sports Tioumen                  | 2010                 |
| Stalnye Lissy       | Metallourg Magnitogorsk     | Magnitogorsk    | Arena Metallourg                           | 2009                 |

### Division B
Division Ouest
| Nom               | Équipe professionnelle | Localisation | Patinoire                                   | Entrée dans la ligue |
| ----------------- | ---------------------- | ------------ | ------------------------------------------- | -------------------- |
| Baltika Vilnius   |                        | Vilnius      | Pramogu Arena                               | 2011                 |
| Dizelist Penza    | Dizel Penza            | Penza        | Palais des sports de glace Temp             | 2011                 |
| Zelenograd Moscou |                        | Moscou       | Palais des sports Zelenograd                | 2011                 |
| Kline             | Titan Kline            | Kline        | Palais des sports de glace Valeri Kharlamov | 2011                 |
| OGI               |                        | Odintsovo    | Centre municipal                            | 2011                 |
| Prizma Riga       |                        | Riga         | Volvo Arena                                 | 2011                 |
| Juniors Riga      | Dinamo Riga            | Riga         | Inbox.lv ledus halle                        | 2011                 |

Division Centre
| Nom                        | Équipe professionnelle | Localisation | Patinoire                                | Entrée dans la ligue |
| -------------------------- | ---------------------- | ------------ | ---------------------------------------- | -------------------- |
| Batour Neftekamsk          | Toros Neftekamsk       | Neftekamsk   | Palais des sports de glace de Neftekamsk | 2011                 |
| Stalnye Iji                | Ijstal Ijevsk          | Ijevsk       | Palais des sports de glace Ijstal        | 2011                 |
| Irbis Kazan                | Ak Bars Kazan          | Kazan        | TatNeft Arena                            | 2011                 |
| Kristall-Iounior           | Kristall Saratov       | Saratov      | Palais des sports de glace Kristall      | 2011                 |
| Metallourg Mednogorsk      | Ioujny Oural Orsk      | Mednogorsk   | Palais des sports de glace Aïsberg       | 2011                 |
| Stalnye Lissy Tcheliabinsk | Metchel Tcheliabinsk   | Tcheliabinsk | Palais des sports de glace Metchel       | 2011                 |
| Oktan Perm                 | Molot Prikamie Perm    | Perm         | Palais des sports Molot                  | 2011                 |

Division Est
| Nom                 | Équipe professionnelle | Localisation | Patinoire                           | Entrée dans la ligue |
| ------------------- | ---------------------- | ------------ | ----------------------------------- | -------------------- |
| Altaï-Iounior       | Altaï Barnaoul         | Barnaoul     | Palais des glaces de Barnaoul       | 2011                 |
| Angarski Iermak     | Iermak Angarsk         | Iermak       | Arena Iermak                        | 2011                 |
| Kazakhmys Satpaïev  | Kazakhmys Satpaïev     | Satpaïev     | Palais des sports de glace Akjoltaï | 2011                 |
| Krasnoïarskie Ryssi | Sokol Krasnoïarsk      | Krasnoïarsk  | Palais des sports Ivan Iaryguine    | 2011                 |
| Kristall Berdsk     | Sibir Novossibirsk     | Berdsk       | Palais des sports de glace Berdsk   | 2011                 |

## Division A

### Saison régulière
Conférence Ouest
| Division Nord-Ouest               | PJ | V  | VP | VF | D  | DP | DF | BP  | BC  | Pts |
| --------------------------------- | -- | -- | -- | -- | -- | -- | -- | --- | --- | --- |
| Almaz                             | 60 | 40 | 1  | 1  | 14 | 2  | 2  | 205 | 134 | 128 |
| MHK Khimik                        | 60 | 31 | 1  | 5  | 14 | 2  | 7  | 177 | 142 | 114 |
| SKA-1946                          | 60 | 29 | 1  | 3  | 17 | 2  | 8  | 177 | 145 | 105 |
| Riga                              | 60 | 23 | 2  | 7  | 25 | 1  | 2  | 153 | 141 | 90  |
| Dinamo-Chinnik Babrouisk          | 60 | 22 | 5  | 2  | 26 | 2  | 3  | 148 | 154 | 85  |
| Serebrianye Lvy Saint-Pétersbourg | 60 | 20 | 3  | 6  | 28 | 2  | 1  | 180 | 193 | 81  |
| Iounost                           | 60 | 17 | 2  | 2  | 30 | 4  | 5  | 145 | 208 | 68  |
| Tatranskí vlci                    | 60 | 14 | 2  | 3  | 37 | 2  | 2  | 140 | 228 | 56  |

| Division Centre         | PJ | V  | VP | VF | D  | DP | DF | BP  | BC  | Pts |
| ----------------------- | -- | -- | -- | -- | -- | -- | -- | --- | --- | --- |
| Mytichtchinskye Atlanty | 60 | 30 | 5  | 4  | 15 | 1  | 5  | 209 | 158 | 114 |
| Krasnaïa Armia          | 60 | 39 | 3  | 6  | 17 | 1  | 4  | 230 | 156 | 110 |
| Amourskie Tigry         | 60 | 27 | 2  | 6  | 20 | 1  | 4  | 184 | 158 | 102 |
| MHK Spartak             | 60 | 27 | 3  | 5  | 22 | 0  | 3  | 161 | 146 | 100 |
| Snejnye Barsy           | 60 | 20 | 2  | 9  | 23 | 2  | 4  | 135 | 132 | 88  |
| HK MVD                  | 60 | 19 | 1  | 6  | 23 | 4  | 7  | 157 | 167 | 82  |
| Rousskie Vitiazi        | 60 | 19 | 2  | 4  | 28 | 1  | 6  | 161 | 206 | 76  |
| Kapitan                 | 60 | 16 | 2  | 4  | 29 | 2  | 7  | 162 | 200 | 69  |

Conférence Est
| Division Volga | PJ | V  | VP | VF | D  | DP | DF | BP  | BC  | Pts |
| -------------- | -- | -- | -- | -- | -- | -- | -- | --- | --- | --- |
| Bars           | 60 | 35 | 0  | 7  | 12 | 1  | 5  | 241 | 162 | 125 |
| Tolpar         | 60 | 33 | 5  | 2  | 17 | 0  | 3  | 218 | 160 | 116 |
| Loko           | 60 | 33 | 1  | 2  | 17 | 1  | 6  | 188 | 134 | 112 |
| Reaktor        | 60 | 22 | 1  | 2  | 24 | 4  | 7  | 179 | 208 | 83  |
| Tchaïka        | 60 | 23 | 1  | 2  | 27 | 2  | 5  | 151 | 182 | 82  |
| Belye Tigry    | 60 | 20 | 0  | 1  | 36 | 0  | 3  | 158 | 228 | 65  |
| Olimpia        | 60 | 15 | 0  | 2  | 39 | 1  | 3  | 153 | 269 | 53  |
| Ladia          | 60 | 9  | 0  | 9  | 36 | 4  | 2  | 141 | 208 | 51  |

| Division Oural-Sibérie | PJ | V  | VP | VF | D  | DP | DF | BP  | BC  | Pts |
| ---------------------- | -- | -- | -- | -- | -- | -- | -- | --- | --- | --- |
| Omskie Iastreby        | 60 | 36 | 5  | 3  | 11 | 1  | 4  | 227 | 122 | 129 |
| Stalnye Lissy          | 60 | 34 | 3  | 3  | 16 | 0  | 4  | 260 | 176 | 118 |
| Kouznetskie Medvedi    | 60 | 28 | 2  | 9  | 15 | 5  | 1  | 218 | 164 | 112 |
| Mamonty Iougry         | 60 | 25 | 1  | 3  | 24 | 3  | 4  | 177 | 191 | 90  |
| Gazovik                | 60 | 20 | 2  | 8  | 22 | 3  | 5  | 164 | 172 | 88  |
| Belye Medvedi          | 60 | 19 | 0  | 3  | 31 | 3  | 4  | 191 | 219 | 70  |
| Sibirskie Snaïpery     | 60 | 16 | 1  | 3  | 36 | 1  | 3  | 141 | 220 | 60  |
| Avto                   | 60 | 13 | 1  | 4  | 33 | 2  | 7  | 170 | 218 | 58  |

- Équipe qualifiée pour les séries éliminatoires de la Coupe Kharlamov
- Équipe ayant terminé la saison

#### Meilleurs pointeurs
| Joueur                | Équipe                            | PJ | B  | A  | Pts | Pun |
| --------------------- | --------------------------------- | -- | -- | -- | --- | --- |
| Artiom Gareïev        | Tolpar                            | 59 | 28 | 54 | 82  | 50  |
| Nikita Goussev        | Krasanïa Armia                    | 34 | 30 | 46 | 76  | 26  |
| Ievgueni Grigorenko   | Stalnye Lissy                     | 59 | 33 | 39 | 72  | 56  |
| Viatcheslav Kozoub    | Olimpia                           | 58 | 31 | 36 | 67  | 36  |
| Andreï Maksimov       | Serebrianye Lvy Saint-Pétersbourg | 60 | 24 | 41 | 65  | 44  |
| Zakhar Ochtchinski    | Olimpia                           | 55 | 23 | 41 | 64  | 34  |
| Denis Davydov         | Serebrianye Lvy Saint-Pétersbourg | 55 | 37 | 26 | 63  | 75  |
| Ievgueni Soloviov     | Stalnye Lissy                     | 60 | 29 | 33 | 62  | 42  |
| Konstantin Touroukine | Kouznetskie Medvedi               | 60 | 26 | 36 | 62  | 22  |
| Sergueï Chmeliov      | Mytichtchinskye Atlanty           | 60 | 26 | 35 | 61  | 30  |

### Meneurs
| Paramètre évalué | Vainqueur                                  | Deuxième                               | Troisième                                |
| Buts             | 37, Denis Davydov Serebrianye Lvi          | 33, Ievgueni Grigorenko Stalnye Lissy  | 31, Vadim Mitriakov Kouznetskie Medvedi  |
| Assistances      | 54, Artiom Gareïev Tolpar                  | 46, Nikita Goussev Krasnaïa Armia      | 41, Zakhar Ochtchinski Olimpia           |
| +/-              | +40, Ievgueni Grigorenko Stalnye Lissy     | +36 Valentin Pianov Omskie Iastreby    | +35, Sergueï Terechtchenko Stalnye Lissy |
| Pénalités        | 177, Ievgueni Doubovitski Rousskie Vitiazi | 173, Dmitri Kanifadine Reaktor         | 154, Anton Oblak Olimpia                 |
| Moy              | 1,65, Nikita Lojkine Loko                  | 1,69, Edouard Reïzvikh Omskie Iastreby | 1,79, Andreï Filonenko Krasnaïa Armia    |
| ARR%             | 94.2, Andreï Filonenko Krasnaïa Armia      | 93.6, Edouard Reïzvikh Omskie Iastreby | 93.3, Daniil Koudlaïev MHK Spartak       |

### Coupe Kharlamov
|  | Huitièmes de finale     | Huitièmes de finale     |                     |   | Quarts de finale | Quarts de finale |  |  | Demi-finales | Demi-finales |  |  | Finale | Finale |
|  | Huitièmes de finale     | Huitièmes de finale     |                     |   | Quarts de finale | Quarts de finale |  |  | Demi-finales | Demi-finales |  |  | Finale | Finale |
|  |                         |                         |                     |   |                  |                  |  |  |              |              |  |  |        |        |
|  |                         |                         |                     |   |                  |                  |  |  |              |              |  |  |        |        |
|  |                         |                         |                     |   |                  |                  |  |  |              |              |  |  |        |        |
|  | Almaz                   | 3                       |                     |   |                  |                  |  |  |              |              |  |  |        |        |
|  | Almaz                   | 3                       |                     |   |                  |                  |  |  |              |              |  |  |        |        |
|  | MHK Spartak             | 2                       |                     |   |                  |                  |  |  |              |              |  |  |        |        |
|  | MHK Spartak             | 2                       | Almaz               | 2 |                  |                  |  |  |              |              |  |  |        |        |
|  |                         |                         | Almaz               | 2 |                  |                  |  |  |              |              |  |  |        |        |
|  |                         | Krasnaïa Armia          | 3                   |   |                  |                  |  |  |              |              |  |  |        |        |
|  | Krasnaïa Armia          | Krasnaïa Armia          | 3                   | 3 |                  |                  |  |  |              |              |  |  |        |        |
|  | Krasnaïa Armia          |                         |                     | 3 |                  |                  |  |  |              |              |  |  |        |        |
|  | SKA-1946                | 2                       |                     |   |                  |                  |  |  |              |              |  |  |        |        |
|  | SKA-1946                | 2                       | Krasnaïa Armia      | 3 |                  |                  |  |  |              |              |  |  |        |        |
|  |                         |                         | Krasnaïa Armia      | 3 |                  |                  |  |  |              |              |  |  |        |        |
|  |                         | Mytichtchinskye Atlanty | 1                   |   |                  |                  |  |  |              |              |  |  |        |        |
|  | MHK Khimik              | Mytichtchinskye Atlanty | 1                   | 2 |                  |                  |  |  |              |              |  |  |        |        |
|  | MHK Khimik              |                         |                     | 2 |                  |                  |  |  |              |              |  |  |        |        |
|  | Amourskie Tigry         | 3                       |                     |   |                  |                  |  |  |              |              |  |  |        |        |
|  | Amourskie Tigry         | 3                       | Amourskie Tigry     | 0 |                  |                  |  |  |              |              |  |  |        |        |
|  |                         |                         | Amourskie Tigry     | 0 |                  |                  |  |  |              |              |  |  |        |        |
|  |                         | Mytichtchinskye Atlanty | 3                   |   |                  |                  |  |  |              |              |  |  |        |        |
|  | Mytichtchinskye Atlanty | Mytichtchinskye Atlanty | 3                   | 3 |                  |                  |  |  |              |              |  |  |        |        |
|  | Mytichtchinskye Atlanty |                         |                     | 3 |                  |                  |  |  |              |              |  |  |        |        |
|  | HK Riga                 | 2                       |                     |   |                  |                  |  |  |              |              |  |  |        |        |
|  | HK Riga                 | 2                       | Krasnaïa Armia      | 1 |                  |                  |  |  |              |              |  |  |        |        |
|  |                         |                         | Krasnaïa Armia      | 1 |                  |                  |  |  |              |              |  |  |        |        |
|  |                         | Omskie Iastreby         | 4                   |   |                  |                  |  |  |              |              |  |  |        |        |
|  | Bars                    | Omskie Iastreby         | 4                   | 2 |                  |                  |  |  |              |              |  |  |        |        |
|  | Bars                    |                         |                     | 2 |                  |                  |  |  |              |              |  |  |        |        |
|  | Mamonty Iougry          | 3                       |                     |   |                  |                  |  |  |              |              |  |  |        |        |
|  | Mamonty Iougry          | 3                       | Mamonty Iougry      | 1 |                  |                  |  |  |              |              |  |  |        |        |
|  |                         |                         | Mamonty Iougry      | 1 |                  |                  |  |  |              |              |  |  |        |        |
|  |                         | Stalnye Lissy           | 3                   |   |                  |                  |  |  |              |              |  |  |        |        |
|  | Stalnye Lissy           | Stalnye Lissy           | 3                   | 3 |                  |                  |  |  |              |              |  |  |        |        |
|  | Stalnye Lissy           |                         |                     | 3 |                  |                  |  |  |              |              |  |  |        |        |
|  | Loko                    | 0                       |                     |   |                  |                  |  |  |              |              |  |  |        |        |
|  | Loko                    | 0                       | Stalnye Lissy       | 1 |                  |                  |  |  |              |              |  |  |        |        |
|  |                         |                         | Stalnye Lissy       | 1 |                  |                  |  |  |              |              |  |  |        |        |
|  |                         | Omskie Iastreby         | 3                   |   |                  |                  |  |  |              |              |  |  |        |        |
|  | Tolpar                  | Omskie Iastreby         | 3                   | 0 |                  |                  |  |  |              |              |  |  |        |        |
|  | Tolpar                  |                         |                     | 0 |                  |                  |  |  |              |              |  |  |        |        |
|  | Kouznetskie Medvedi     | 3                       |                     |   |                  |                  |  |  |              |              |  |  |        |        |
|  | Kouznetskie Medvedi     | 3                       | Kouznetskie Medvedi | 1 |                  |                  |  |  |              |              |  |  |        |        |
|  |                         |                         | Kouznetskie Medvedi | 1 |                  |                  |  |  |              |              |  |  |        |        |
|  |                         | Omskie Iastreby         | 3                   |   |                  |                  |  |  |              |              |  |  |        |        |
|  | Omskie Iastreby         | Omskie Iastreby         | 3                   | 3 |                  |                  |  |  |              |              |  |  |        |        |
|  | Omskie Iastreby         |                         |                     | 3 |                  |                  |  |  |              |              |  |  |        |        |
|  | Reaktor                 | 0                       |                     |   |                  |                  |  |  |              |              |  |  |        |        |
|  | Reaktor                 | 0                       |                     |   |                  |                  |  |  |              |              |  |  |        |        |

#### Vainqueurs de la Coupe Kharlamov
| Vainqueurs Coupe Kharlamov Omskie Iastreby | Gardiens : Oleg Chiline, Lev Kouzemtchenko, Edouard Reïzvikh Défenseurs : Iegor Antropov, Daniil Arefiev, Stanislav Kalachnikov, Dmitri Kouzmenko, Dmitri Kozlov, Valentin Milioukov, Nikita Mokine, Nikita Pivtsakine, Aleksandr Ponomariov, Pavel Tourbine, Stanislav Veretennikov, Sergueï Zavgororodni Attaquants : Ilia Baskakov, Alekseï Baskov, Roman Berdnikov, Valeri Gorchkov, Semion Jerebtsov, Maksim Kazakov, Alekseï Kondratiev, Pavel Makhanovski, Valentin Pianov, Ievgueni Orlov, Kirill Rasskazov, Igor Tkatchiov, Bogdan Sakov, Pavel Smaguine, Ievgueni Zoubkov Entraîneurs : Ievgueni Kornooukhov, Igor Zemlianoï, Iouri Panov |

### Classement final
| Place | Équipe                  |
| ----- | ----------------------- |
| 1     | Omskie Iastreby         |
| 2     | Krasnaïa Armia          |
| 3     | Stalnye Lissy           |
| 4     | Mytichtchinskye Atlanty |
| 5     | Almaz                   |
| 6     | Kouznetskie Medvedi     |
| 7     | Amourskie Tigry         |
| 8     | Mamonty Iougry          |
| 9     | Bars                    |
| 10    | Tolpar                  |
| 11    | MHK Khimik              |
| 12    | Loko                    |
| 13    | SKA-1946                |
| 14    | MHK Spartak             |
| 15    | Riga                    |
| 16    | Reaktor                 |

### Trophées et honneurs personnels

#### Meilleurs joueurs
Chaque mois, les analystes de la MHL élisent les joueurs les plus méritants.
| Mois      | Gardien                           | Défenseur                       | Attaquant                                         |
| --------- | --------------------------------- | ------------------------------- | ------------------------------------------------- |
| Septembre | Igor Saprykine (Rousskie Vitiazi) | Nikita Nesterov (Belye Medvedi) | Daniil Apalkov (Stalnye Lissy)                    |
| Octobre   | Aleksandr Pimankine (Khimik)      | Viktor Antipine (Stalnye Lissy) | Zakhar Ochtchinski (Olimpia)                      |
| Novembre  | Edouard Reïzvik (Omskie Iastreby) | Iegor Iakovlev (Loko)           | Anton Andrianov (Kapitan)                         |
| Janvier   | Stepan Rechaïev (Stalnye Lissy)   | Nikita Nesterov (Belye Medvedi) | Aleksandr Kadeïkine (Mytichtchinskye Atlanty)     |
| Février   | Andreï Filonenko (Krasnaïa Armia) | Alekseï Vassilevski (Tolpar)    | Denis Davydov (Serebrianye Lvi Saint-Pétersbourg) |
| Mars      |                                   |                                 |                                                   |
| Avril     |                                   |                                 |                                                   |

#### Trophées
- Trophée Viatcheslav Fetissov du meilleur défenseur : Sergueï Terechtchenko (Stalnye Lissy).
- Trophée Vladislav Tretiak du meilleur gardien de but : Edouard Reïzvikh (Omskie Iastreby)
- Trophée Boris Maïorov du meilleur buteur : Denis Davydov (Serebrianye Lvi)
- Trophée Boris Mikhaïlov du meilleur pointeur : Artiom Gareïev (Tolpar)
- Trophée Vitali Davydov du meilleur joueur des séries éliminatoires : Nikita Goussev (Krasnaïa Armia)
- Trophée Vladimir Iourzinov du meilleur entraîneur : Ievgueni Kornooukhov (Omskie Iastreby)

### Coupe Byzov
Le Match des étoiles de la Division A se nomme la Coupe Byzov. Il oppose une sélection de joueurs de la conférence Ouest à une sélection de joueurs de la conférence Est. Il se déroule le 11 février 2012 à la Magnitogorsk Arena de Magnitogorsk. Les capitaines des équipes sont Ievgueni Grigorenko (Stalnye Lissy) pour l'Est et Roman Lioubimov (Krasnaïa Armia) pour l'Ouest.

#### Titulaires
Jusqu'au 25 janvier 2012, les supporteurs votent pour élire les douze titulaires au coup d'envoi.
Conférence Ouest
|   | Numéro | Joueur               | Nationalité | Équipe         | Voix   |
| - | ------ | -------------------- | ----------- | -------------- | ------ |
| G |        | Ievgueni Ivannikov   | Russie      | SKA-1946       | 11 275 |
| D |        | Martins Jakovlevs    | Lettonie    | HK Riga        | 9 811  |
| D |        | Denis Barantsev      | Russie      | HK MVD         | 9 614  |
| A |        | Stanislav Lopatchouk | Biélorussie | Iounost        | 10 014 |
| A |        | Iegor Krivtchenko    | Russie      | MHK Khimik     | 8 964  |
| A |        | Nikita Goussev       | Russie      | Krasnaïa Armia | 8 871  |

Conférence Est
|   | Numéro | Joueur            | Nationalité | Équipe          | Voix   |
| - | ------ | ----------------- | ----------- | --------------- | ------ |
| G |        | Edouard Reïzvikh  | Russie      | Omskie Iastreby | 13 505 |
| D |        | Valeri Sadikov    | Russie      | Gazovik         | 12 713 |
| D |        | Ildar Issangoulov | Russie      | Tolpar          | 12 417 |
| A |        | Semion Jerebtsov  | Russie      | Omskie Iastreby | 19 036 |
| A |        | Ansel Galimov     | Russie      | Reaktor         | 19 052 |
| A |        | Artiom Gareïev    | Russie      | Tolpar          | 19 170 |

#### Autres joueurs sélectionnés
| Numéro                 | Nom                    | Équipe                   | Poste |
| ---------------------- | ---------------------- | ------------------------ | ----- |
|                        | Roman Smiriaguine      | Almaz                    | G     |
|                        | Michal Dvorak          | Tatranski Vlci           | D     |
|                        | Sergueï Ilminski       | Serebrianye Lvi          | D     |
|                        | Stanislav Glazounov    | Mytichtchinskye Atlanty  | D     |
|                        | Ilia Bessonov          | Chejnye Barsy            | D     |
|                        | Nikolaï Gogomolov      | Rousskie Vitiazi         | D     |
|                        | Artiom Zemtchionok     | MHK Spartak              | D     |
|                        | Roman Lioubimov (C)    | Krasnaïa Armia           | A     |
|                        | Maksim Parfeïevets     | Dinamo-Chinnik Babrouisk | A     |
|                        | Maksim Kvitchenko      | MHK Khimik               | A     |
|                        | Vitali Popov           | Almaz                    | A     |
|                        | Anton Andrianov        | Kapitan                  | A     |
|                        | Pavel Tchernov         | Mytichtchinskye Atlanty  | A     |
|                        | Pavel Dedounov         | Amourskie Tigry          | A     |
|                        | Stanislav Katsouba     | Amourskie Tigry          | A     |
|                        | Iouri Skvortsov        | SKA-1946                 | A     |
|                        |                        |                          |       |
| Iouri Strakhov         | Iouri Strakhov         | MHK Khimik               | E     |
| Oleg Bratach           | Oleg Bratach           | MHK Spartak              | E     |
| Ievgueni Mikhalkevitch | Ievgueni Mikhalkevitch | Almaz                    | E     |

| Numéro               | Nom                     | Équipe              | Poste |
| -------------------- | ----------------------- | ------------------- | ----- |
|                      | Denis Perevoztchikov    | Bars                | G     |
|                      | Iegor Antropov          | Omskie Iastreby     | D     |
|                      | Anton Kapotov           | Kouznetskie Medvedi | D     |
|                      | Artiom Boulytchiov      | Bars                | D     |
|                      | Pavel Iatsenkov         | Kouznetskie Medvedi | D     |
|                      | Nikita Nesterov         | Belye Medvedi       | D     |
|                      | Konstantin Botchkariov  | Ladia               | D     |
|                      | Viatcheslav Kozoub      | Olimpia             | A     |
|                      | Vadim Pereskokov        | Belye Tigry         | A     |
|                      | Ievgueni Poltorak       | Mamonty Iougry      | A     |
|                      | Ivan Iavtsenko          | Avto                | A     |
| 95                   | Ievgueni Grigorenko (C) | Stalnye Lissy       | A     |
|                      | Nikolaï Krassotine      | Loko                | A     |
|                      | Alekseï Loutchnikov     | Sibirskie Snaïpery  | A     |
|                      | Grigori Aksioutov       | Tchaïka             | A     |
|                      | Ievgueni Soloviov       | Stalnye Lissy       | A     |
|                      |                         |                     |       |
| Ievgueni Korechkov   | Ievgueni Korechkov      | Stalnye Lissy       | E     |
| Aleksandr Kitov      | Aleksandr Kitov         | Kouznetskie Medvedi | E     |
| Ievgueni Kornooukhov | Ievgueni Kornooukhov    | Omskie Iastreby     | E     |

#### Résultat
| 11 février 2012 | Conférence Est | 2-4 (1-0, 1-2, 0-2) | Conférence Ouest | Magnitogorsk Arena 7 700 spectateurs |

| Feuille de match        | Feuille de match                                            | Feuille de match      | Feuille de match | Feuille de match                                 |
| ----------------------- | ----------------------------------------------------------- | --------------------- | --- | ------------------------------------------------ |
|                         | 16 min 45 s, Kapotov (Kozoub, Gareïev) 31 min 31 s, Galimov |                       | 32 min 29 s, Lioubimov (Tchernov, Goussev) 38 min 00 s, Kvitchenko (Skvortsov) 45 min 15 s, Lioubimov (Tchernov, Goussev) 59 min 32 s, Bogomolov (cage vide) | Arbitrage : Birioukov Chemiakine Paleï Smorodine |
| Reïzvikh Perevoztchikov | Gardiens                                                    | Ivannikov Smiriaguine | | Arbitrage : Birioukov Chemiakine Paleï Smorodine |
| 4 min                   | Pénalités                                                   | 6 min                 | | Arbitrage : Birioukov Chemiakine Paleï Smorodine |
| 35                      | Tirs                                                        | 39                    | | Arbitrage : Birioukov Chemiakine Paleï Smorodine |

## Division B

### Saison régulière
Division Ouest
| Division Nord-Ouest | PJ | V  | VP | VF | D  | DP | DF | BP  | BC  | Pts |
| ------------------- | -- | -- | -- | -- | -- | -- | -- | --- | --- | --- |
| Zelenograd Moscou   | 36 | 25 | 0  | 0  | 10 | 0  | 1  | 149 | 100 | 76  |
| Baltika Vilnius     | 36 | 21 | 1  | 1  | 11 | 2  | 0  | 145 | 111 | 69  |
| Dizelist Penza      | 36 | 19 | 0  | 2  | 12 | 0  | 3  | 130 | 98  | 64  |
| OGI                 | 36 | 13 | 1  | 2  | 16 | 2  | 2  | 104 | 114 | 49  |
| Juniors Riga        | 36 | 11 | 1  | 3  | 18 | 0  | 3  | 103 | 133 | 44  |
| Kline               | 36 | 8  | 2  | 5  | 17 | 0  | 4  | 105 | 124 | 42  |
| Prizma Riga         | 36 | 9  | 1  | 1  | 22 | 2  | 1  | 88  | 144 | 34  |

| Division Centre            | PJ | V  | VP | VF | DP | DF | D | BP  | BC  | Pts |
| -------------------------- | -- | -- | -- | -- | -- | -- | - | --- | --- | --- |
| Oktan Perm                 | 36 | 27 | 2  | 2  | 5  | 0  | 0 | 177 | 88  | 89  |
| Batour Neftekamsk          | 36 | 25 | 1  | 3  | 6  | 0  | 1 | 156 | 85  | 84  |
| Irbis Kazan                | 36 | 17 | 1  | 1  | 10 | 2  | 5 | 127 | 93  | 62  |
| Stalnye Lissy Tcheliabinsk | 36 | 15 | 0  | 2  | 14 | 4  | 1 | 125 | 129 | 54  |
| Stalnye Iji                | 36 | 11 | 0  | 3  | 20 | 0  | 2 | 90  | 122 | 41  |
| Metallourg Mednogorsk      | 36 | 7  | 2  | 1  | 24 | 1  | 1 | 84  | 143 | 29  |
| Kristall-Iounior           | 36 | 3  | 1  | 2  | 26 | 0  | 4 | 68  | 167 | 19  |

Conférence Est
| Division Est        | PJ | V  | VP | VF | DP | DF | D | BP  | BC  | Pts |
| ------------------- | -- | -- | -- | -- | -- | -- | - | --- | --- | --- |
| Kristall Berdsk     | 32 | 30 | 0  | 0  | 2  | 0  | 0 | 223 | 75  | 90  |
| Krasnoïarskie Ryssi | 32 | 17 | 0  | 0  | 13 | 0  | 2 | 146 | 131 | 53  |
| Altaï-Iounior       | 32 | 13 | 2  | 3  | 12 | 0  | 2 | 105 | 119 | 51  |
| Angarski Iermak     | 32 | 10 | 0  | 2  | 18 | 2  | 0 | 103 | 153 | 36  |
| Kazakhmys Satpaïev  | 32 | 3  | 0  | 0  | 28 | 0  | 1 | 74  | 173 | 10  |

### Coupe Peguionov
Le vainqueur des séries éliminatoires remporte la Coupe Peguionov.
|  | Huitièmes de finale        | Huitièmes de finale |                            |                        | Quarts de finale       | Quarts de finale |  |  | Demi-finales | Demi-finales |  |  | Finale | Finale |
|  | Huitièmes de finale        | Huitièmes de finale |                            |                        | Quarts de finale       | Quarts de finale |  |  | Demi-finales | Demi-finales |  |  | Finale | Finale |
|  |                            |                     |                            |                        |                        |                  |  |  |              |              |  |  |        |        |
|  |                            |                     |                            |                        |                        |                  |  |  |              |              |  |  |        |        |
|  |                            |                     |                            |                        |                        |                  |  |  |              |              |  |  |        |        |
|  | Kristall Berdsk            | 3                   |                            |                        |                        |                  |  |  |              |              |  |  |        |        |
|  | Kristall Berdsk            | 3                   |                            |                        |                        |                  |  |  |              |              |  |  |        |        |
|  | Metallourg Mednogorsk      | 0                   |                            |                        |                        |                  |  |  |              |              |  |  |        |        |
|  | Metallourg Mednogorsk      | 0                   | Kristall Berdsk            | 3                      |                        |                  |  |  |              |              |  |  |        |        |
|  |                            |                     | Kristall Berdsk            | 3                      |                        |                  |  |  |              |              |  |  |        |        |
|  |                            | Krasnoïarskie Ryssi | 2                          |                        |                        |                  |  |  |              |              |  |  |        |        |
|  | Krasnoïarskie Ryssi        | Krasnoïarskie Ryssi | 2                          | 3                      |                        |                  |  |  |              |              |  |  |        |        |
|  | Krasnoïarskie Ryssi        |                     |                            | 3                      |                        |                  |  |  |              |              |  |  |        |        |
|  | Altaï-Iounior              | 2                   |                            |                        |                        |                  |  |  |              |              |  |  |        |        |
|  | Altaï-Iounior              | 2                   | Kristall Berdsk            | 3                      |                        |                  |  |  |              |              |  |  |        |        |
|  |                            |                     | Kristall Berdsk            | 3                      |                        |                  |  |  |              |              |  |  |        |        |
|  |                            | Batour Neftekamsk   | 0                          |                        |                        |                  |  |  |              |              |  |  |        |        |
|  | Juniors Riga               | Batour Neftekamsk   | 0                          | 3                      |                        |                  |  |  |              |              |  |  |        |        |
|  | Juniors Riga               |                     |                            | 3                      |                        |                  |  |  |              |              |  |  |        |        |
|  | Baltika Vilnius            | 1                   |                            |                        |                        |                  |  |  |              |              |  |  |        |        |
|  | Baltika Vilnius            | 1                   | Juniors Riga               | 0                      |                        |                  |  |  |              |              |  |  |        |        |
|  |                            |                     | Juniors Riga               | 0                      |                        |                  |  |  |              |              |  |  |        |        |
|  |                            | Batour Neftekamsk   | 3                          |                        |                        |                  |  |  |              |              |  |  |        |        |
|  | Kline                      | Batour Neftekamsk   | 3                          | 0                      |                        |                  |  |  |              |              |  |  |        |        |
|  | Kline                      |                     |                            | 0                      |                        |                  |  |  |              |              |  |  |        |        |
|  | Batour Neftekamsk          | 3                   |                            |                        |                        |                  |  |  |              |              |  |  |        |        |
|  | Batour Neftekamsk          | 3                   | Kristall Berdsk            | 1                      |                        |                  |  |  |              |              |  |  |        |        |
|  |                            |                     | Kristall Berdsk            | 1                      |                        |                  |  |  |              |              |  |  |        |        |
|  |                            | Oktan               | 3                          |                        |                        |                  |  |  |              |              |  |  |        |        |
|  | Zelenograd Moscou          | Oktan               | 3                          | 3                      |                        |                  |  |  |              |              |  |  |        |        |
|  | Zelenograd Moscou          |                     |                            | 3                      |                        |                  |  |  |              |              |  |  |        |        |
|  | Stalnye Iji                | 0                   |                            |                        |                        |                  |  |  |              |              |  |  |        |        |
|  | Stalnye Iji                | 0                   | Zelenograd Moscou          | 0                      |                        |                  |  |  |              |              |  |  |        |        |
|  |                            |                     | Zelenograd Moscou          | 0                      |                        |                  |  |  |              |              |  |  |        |        |
|  |                            | Dizelist            | 3                          |                        |                        |                  |  |  |              |              |  |  |        |        |
|  | Dizelist                   | Dizelist            | 3                          | 3                      |                        |                  |  |  |              |              |  |  |        |        |
|  | Dizelist                   |                     |                            | 3                      |                        |                  |  |  |              |              |  |  |        |        |
|  | OGI                        | 0                   |                            |                        |                        |                  |  |  |              |              |  |  |        |        |
|  | OGI                        | 0                   | Dizelist                   | 0                      |                        |                  |  |  |              |              |  |  |        |        |
|  |                            |                     | Dizelist                   | 0                      |                        |                  |  |  |              |              |  |  |        |        |
|  |                            | Oktan               | 3                          |                        |                        |                  |  |  |              |              |  |  |        |        |
|  | Stalnye Lissy Tcheliabinsk | Oktan               | 3                          | 3                      |                        |                  |  |  |              |              |  |  |        |        |
|  | Stalnye Lissy Tcheliabinsk |                     |                            | 3                      |                        |                  |  |  |              |              |  |  |        |        |
|  | Irbis Kazan                | 1                   |                            | Match pour la 3e place | Match pour la 3e place |                  |  |  |              |              |  |  |        |        |
|  | Irbis Kazan                | 1                   | Stalnye Lissy Tcheliabinsk | Match pour la 3e place | Match pour la 3e place | 1                |  |  |              |              |  |  |        |        |
|  |                            |                     | Stalnye Lissy Tcheliabinsk |                        |                        | 1                |  |  |              |              |  |  |        |        |
|  |                            | Oktan               | 3                          |                        |                        |                  |  |  |              |              |  |  |        |        |
|  | Oktan                      | Oktan               | 3                          | 3                      | Batour Neftekamsk      | 2                |  |  |              |              |  |  |        |        |
|  | Oktan                      |                     |                            | 3                      | Batour Neftekamsk      | 2                |  |  |              |              |  |  |        |        |
|  | Angarski Iermak            | 0                   |                            | Dizelist               | 0                      |                  |  |  |              |              |  |  |        |        |
|  | Angarski Iermak            | 0                   |                            | Dizelist               | 0                      |                  |  |  |              |              |  |  |        |        |

### Coupe des Générations
Le Match des étoiles de la Division B se nomme la Coupe des Générations (Koubok Pokolenia). Il se déroule le 23 février 2012 au Palais des sports de glace Temp de Penza.
| 13 février 2012 | Conférence Ouest | 3-2 (1-0, 1-2, 0-2) | Conférence Est | Palais des sports de glace Temp |

| Feuille de match | Feuille de match | Feuille de match    | Feuille de match                                       | Feuille de match                                       |
| ---------------- | --- | ------------------- | ------------------------------------------------------ | ------------------------------------------------------ |
|                  | Mikes (Khvolev, Valiev) — 17 min 54 s Kourtanidze (Orlov) — 31 min 31 s Gromov (Kolendine, Kourtanidze) — 57 min 39 s | 1-0 2-0 2-1 3-1 3-2 | Reliakh — 38 min 50 s Khrapak (Iakovlev) — 59 min 40 s | Arbitrage : Akouzovski, Lavrentiev Tioulenev, Mikheïev |
|                  | |                     |                                                        | Arbitrage : Akouzovski, Lavrentiev Tioulenev, Mikheïev |
|                  | |                     |                                                        | Arbitrage : Akouzovski, Lavrentiev Tioulenev, Mikheïev |
|                  | |                     |                                                        | Arbitrage : Akouzovski, Lavrentiev Tioulenev, Mikheïev |

## Coupe de l'Avenir
La Coupe de l'Avenir (Koubok Bougouchtchego) est un Match des étoiles organisé pour les joueurs de moins de 18 ans (né en 1994 et 1995). Il se déroule le 13 mars 2012 à la Traktor Arena de Tcheliabinsk. Les capitaines sont Viatcheslav Osnovine (Est) et Arseni Khatseï (Ouest).

### Titulaires
Conférence Ouest
| Poste | Joueur              | Nationalité | Équipe         |
| ----- | ------------------- | ----------- | -------------- |
| G     | Ivan Nalimov        | Russie      | SKA-1946       |
| D     | Iouri Kozlovski     | Russie      | MHK Spartak    |
| D     | Nikita Lissov       | Russie      | Krasnaïa Armia |
| A     | Arseni Khatseï (C)  | Russie      | MHK Spartak    |
| A     | Ievgueni Kroutikov  | Russie      | MHK Spartak    |
| A     | Aleksandr Barabanov | Russie      | SKA-1946       |

Conférence Est
| Poste | Joueur                   | Nationalité | Équipe              |
| ----- | ------------------------ | ----------- | ------------------- |
| G     | Andreï Vassilevski       | Russie      | Tolpar              |
| D     | Mark Skoutar             | Russie      | Kouznetskie Medvedi |
| D     | Ilia Lioubouchkine       | Russie      | Loko                |
| A     | Maksim Soubbotine        | Russie      | Avto                |
| A     | Damir Jafiarov           | Russie      | Kouznetskie Medvedi |
| A     | Viatcheslav Osnovine (C) | Russie      | Belye Medvedi       |

### Autres joueurs sélectionnés
| Nom                 | Équipe                  | Poste |
| ------------------- | ----------------------- | ----- |
| Ievgueni Ivantchik  | Rousskie Vitiazi        | G     |
| Daniil Gassioukov   | Serebrianye Lvy         | D     |
| Iegor Malenkikh     | SKA-1946                | D     |
| Andreï Mironov      | HK MVD                  | D     |
| Vladislav Lyssenko  | Mytichtchinskye Atlanty | D     |
| Nikita Zadorov      | Krasnaïa Armia          | D     |
| Artiom Vlajievski   | Krasnaïa Armia          | D     |
| Ivan Ivanov         | Rousskie Vitiazi        | A     |
| Sergueï Toltchinski | Krasnaïa Armia          | A     |
| Anton Ivanioujenkov | Rousskie Vitiazi        | A     |
| Gueorgui Boussarov  | Dizelist                | A     |
| Nikita Kvartalnov   | Almaz                   | A     |
| Viktor Komarov      | Serebrianye Lvy         | A     |
| Ivan Barbachev      | HK MVD                  | A     |
| Pavel Boutchnevitch | Almaz                   | A     |
| Leonid Avtomov      | SKA-1946                | A     |
|                     |                         |       |
| Mikhaïl Kravets     | SKA-1946                | E     |
| Alekseï Iarouchkine | Rousskie Vitiazi        | E     |

| Nom                         | Équipe              | Poste |
| --------------------------- | ------------------- | ----- |
| Igor Oustinski              | Gazovik             | G     |
| Damir Galine                | Bars                | D     |
| Ievgueni Ierchov            | Gazovik             | D     |
| Filipp Panguelov-Iouldachev | Tolpar              | D     |
| Kirill Maslov               | Loko                | D     |
| Daniil Stalnov              | Tchaïka             | D     |
| Stanislav Gareïev           | Tolpar              | D     |
| Iegor Petoukhov             | Altaï               | A     |
| Timour Chingareïev          | Stalnye Lissy       | A     |
| Andreï Minkhovitch          | Reaktor             | A     |
| Valeri Nitchouchkine        | Belye Tigry         | A     |
| Anton Slepychev             | Kouznetskie Medvedi | A     |
| Ivan Petrakov               | Loko                | A     |
| Alekseï Filippov            | Belye Medvedi       | A     |
| Bogdan Iakimov              | Reaktor             | A     |
| Alekseï Baskov              | Omskie Iastreby     | A     |
|                             |                     |       |
| Igor Gorbenko               | Loko                | E     |
| Pavel Iezovskikh            | Mamonty Iougry      | E     |

### Résultat
| 13 mars 2012 | Conférence Est | 1-3 (1-1, 0-0, 0-2) | Conférence Ouest | Traktor Arena 5 500 spectateurs |

| Feuille de match      | Feuille de match                | Feuille de match  | Feuille de match | Feuille de match                                  |
| --------------------- | ------------------------------- | ----------------- | --- | ------------------------------------------------- |
|                       | 8 min 25 s, Jafiarov (Petrakov) |                   | 5 min 37 s, Boutchnevitch (Kozlovski, Kroutikov) 47 min 48 s, Toltchinski (Komarov, Barbachev) 58 min 20 s, Avtomov | Arbitrage : Kovalenko Monochkov Berseniov Smirnov |
| Vassilevski Oustinski | Gardiens                        | Nalimov Ivantchik | | Arbitrage : Kovalenko Monochkov Berseniov Smirnov |
| 8 min                 | Pénalités                       | 14 min            | | Arbitrage : Kovalenko Monochkov Berseniov Smirnov |
| 20                    | Tirs                            | 24                | | Arbitrage : Kovalenko Monochkov Berseniov Smirnov |